# 冰川京子
冰川京子（2月15日—）（又譯冰川今日子）是日本漫畫家，出身於大阪府。

## 作品列表
- 女子難纏、全1冊（1993）
- 荒野天使（日语：荒野の天使ども）系列

1. 荒野天使、全3冊（1993）
2. 荒野天使Ⅱ、全3冊（1993）
3. 荒野天使Ⅲ、全1冊（1993）

- 來自遠方 (漫畫)、全14冊（1991 - 2003）
- 星星的旋律、全1冊（1994）
- 春之組曲（日语：千津美と藤臣君のシリーズ）、全1冊（1994）
- 銀色繪本（日语：千津美と藤臣君のシリーズ）、全1冊（1994）
- 白紗窗之戀（日语：白い窓の向こう側）、全2冊（1994）
- 粉彩手帕（日语：千津美と藤臣君のシリーズ）、全1冊（1994）
- 正好星期五（日语：ちょっとフライデイ）、全1冊（1994）
- 如織似錦（日语：お伽もよう綾にしき）、全5冊（2006 - 2008）
- 如織似錦 華麗回歸（日语：お伽もよう綾にしき）、6冊待續（2009 - ）
- 中了魔法的新學期、2冊待續（2017 - ）